# Mont Akoti
Le mont Akoti est une montagne de la République démocratique du Congo, située dans la province Orientale, au sud de la rivière Bomokandi entre Mungbere et Gombari dans le territoire de Watsa, Haut-Uele. Son sommet culmine à plus de 1 000 m d’altitude.